# 布施寿町事件
布施寿町事件（ふせことぶきちょうじけん）とは、北朝鮮工作員によるスパイ事件。韓国および日本に対する諸工作を行っていた。2004年（平成16年）10月、大阪府警察は在日韓国人Dを出入国管理令（出入国管理及び難民認定法）違反などの罪で検挙した。捜査の結果、Dは日本から北朝鮮へ密出国した疑いがあるほか、東大阪市の自宅から乱数表等が発見されたことから、日本国内で、かつて北朝鮮工作員として活動していたことが判明した。

## 概要
1967年（昭和42年）に朝鮮労働党に入党したDは、大韓民国国籍を有しながら、1970年（昭和45年）に第三国の北朝鮮大使館で3日間にわたって本格的なスパイ教育を受けた。そして、北朝鮮当局によって北朝鮮工作員として採用され、本格的に工作活動を開始した。1973年には、工作船を利用して日本と北朝鮮の間を潜入・脱出し、北朝鮮要人との接触にも成功している。Dは、北朝鮮からの諜報指令通信や日本所管の港湾に入港した北朝鮮船舶内での接触等によって工作指令を受け、在日韓国人等の包摂と思想教育、韓国の政官界要人に対する働きかけ、さらには、日本国内の地方議会事務局を通じた議会・議員工作などに従事した。また、第三国で活動するため、日本人の知人の戸籍を用いて知人名義の日本国旅券を不正に取得した。
大阪府警察は、2004年（平成16年）10月12日、Dを出入国管理令違反及び外国人登録法違反で逮捕した。